# Ottavio Acquaviva d'Aragona (1560-1612)
Ottavio Acquaviva d'Aragona (Nápoles, 1560 - Nápoles, 5 de dezembro de 1612) foi um cardeal do século XVIII

## Biografia
Nasceu em Nápoles em 1560. De família patrícia. Filho de Giovanni Girolamo Acquaviva d'Aragona, décimo duque de Atri, e Margherita Pio di Carpi. Seus sobrenomes também estão listados como Aquaviva; e como d'Aragonia. Sobrinho do cardeal Giovanni Vincenzo Acquaviva d'Aragona (1542) e do padre Claudio Acquaviva, SJ, superior geral da Companhia de Jesus. Irmão do Cardeal Giulio Acquaviva d'Aragona (1570) e do Beato Ridolfo Acquaviva, SJ, martirizado nas Índias Orientais em 1583. Tio-avô do Cardeal Ottavio Acquaviva d'Aragona, juvenil (1654). Outros cardeais da família são Francesco Acquaviva d'Aragona (1706); Troiano Acquaviva d'Aragona (1732); e Pasquale Acquaviva d'Aragona (1770).
Estudou na Universidade de Perugia belle lettere e grego; e obteve um doutorado in utroque iure , direito canônico e civil.
Foi para Roma. Referendário dos Tribunais da Assinatura Apostólica da Justiça e da Graça, 1584. Prelado doméstico de Sua Santidade. Vice-legado na província do Património. Governador de Viterbo, 20 de março de 1589. Majordome (ou oeconmous ) do Papa Gregório XIV, 1590-1591.
Criado cardeal diácono no consistório de 6 de março de 1591; recebeu o gorro vermelho e a diaconia de S. Giorgio em Velabro, em 5 de abril de 1591. Legado em Campagna e Marittima, em 3 de março de 1591. Participou do conclave de 1591, que elegeu o Papa Inocêncio IX. Participou do conclave de 1592, que elegeu o Papa Clemente VIII. Optou pela ordem dos cardeais presbíteros e pelo título de S. Maria del Popolo, em 15 de março de 1593. Legado em Avinhão, 1593 a 1601; desde 1597 residiu ele em Roma. Optou pelo título de Ss. Giovanni e Paolo, 22 de abril de 1602. Participou do conclave de março de 1605, que elegeu o Papa Leão XI. Participou do conclave de maio de 1605, que elegeu o Papa Paulo V. Optou pelo título de S. Prassede, a 5 de junho de 1605.
Eleito arcebispo de Nápoles em 31 de agosto de 1605. Consagrada, 18 de setembro de 1605, igreja do Gesù, Roma, pelo cardeal Roberto Bellarmino, auxiliado por Antonio Caetani, arcebispo de Cápua, e por Bonifazio Caetani, bispo de Cassano all'Ionio. Celebrou os sínodos diocesanos em 1607, 1611 e 1612. Camerlengo do Sacro Colégio dos Cardeais, 12 de janeiro de 1609 a 11 de janeiro de 1610.
Morreu em Nápoles em 5 de dezembro de 1612. Enterrado na catedral metropolitana de Nápoles. Seu monumento fúnebre está na sacristia da capela do Monte di Pietà , Nápoles (5) .